# Lachenspitze
La Lachenspitze est une montagne culminant à 2 126 m d'altitude dans les Alpes d'Allgäu.

## Toponymie
Son nom vient du Lache, un lac glaciaire au pied de la face nord. Peter Anich le cite dans son Atlas Tyrolensis en 1774 sous le nom de Lack.

## Géographie
Près du Lache, se trouve un autre lac, le Traualpsee. À l'est se situent la Leilachspitze et le Krottenköpfe. Au sud de la Lachenspitze, il y a le Steinkar.
L'accès au pied de la montagne se fait par les routes de la vallée de Tannheim au Vilsalpsee. Située au nord de la vallée de Schwarzwassertal, la Lachenspitze représente la limite nord du parc naturel du Vilsalpsee.

## Ascension
La voie la plus fréquentée part du parking du parc et mène à l'est du lac. Le sentier 425 continue par l'est du Traualpsee avant une via ferrata permettant d'accéder au refuge de Landsberg. Il continue en direction de la Rote Spitze avant de bifurquer vers le Steinkarscharte. La montée de la face sud se fait dans des virages en lacets.
Une variante consiste à prendre le refuge de Landsberg par l'est jusqu'au Östlichen Lachenjoch. Le sentier mène à la crête au nord-est.
Depuis juin 2009, il est possible d'atteindre la Lachenspitze par une via ferrata aménagée par la section de Landsberg du DAV.
Il existe plusieurs variantes pour atteindre le sommet par les crêtes, parfois classées 3 ou 4 sur la face nord.